# Eberhard Umbach
Eberhard Umbach (Bad Lauterberg im Harz, 12 de abril de 1948) é um físico alemão.
Estudou física na Universidade Técnica de Munique, onde obteve um doutorado em 1980. Após um período como pesquisador dos Estados Unidos habilitou-se na Universidade Técnica de Munique.
Umbach foi professor na Universidade de Stuttgart, de 1987 a 1993, e professor catedrático na Universidade de Würzburgo, de 1993 a 2007.
De 2006 a 2008 foi presidente da Deutsche Physikalische Gesellschaft. De maio de 2007 a setembro de 2009 foi presidente do Forschungszentrum Karlsruhe. De 1 de outubro de 2009 a 2012 foi juntamente com Horst Hippler um dos dois presidentes do Instituto de Tecnologia de Karlsruhe. De 2012 a 1 de outubro de 2013 foi então o presidente uno do Instituto de Tecnologia de Karlsruhe.

## Publicações
- E. Umbach, S. Kulkarni, P. Feulner, D. Menzel (1979). A multimethod study of the adsorption of NO on Ru(001): I. XPS, UPS and XAES measurements. Surface Science. Vol. 88. [S.l.: s.n.] p. 65–94. doi:10.1016/0039-6028(79)90568-5
- E. Umbach, M. Sokolowski, R. Fink (1996). Substrate-interaction, long-range order, and epitaxy of large organic adsorbates. Applied Physics A – Materials Science and Processing. Vol. 63. [S.l.: s.n.] p. 565–576. doi:10.1007/BF01567212
- K. Glockler, c. Seidel, A. Soukopp, M. Sokolowski, E. Umbach, M. Bohringer, R. Berndt, W. D. Schneider (1998). Highly ordered structures and submolecular scanning tunnelling microscopy contrast of PTCDA and DM-PBDCI monolayers on Ag(111) and Ag(110). Surface Science. Vol. 405. [S.l.: s.n.] p. 1–20. doi:10.1016/S0039-6028(97)00888-1
- E. Umbach, K. Glockler, M. Sokolowski (1998). Surface „architecture“ with large organic molecules: interface order and epitaxy. Surface Science. Vol. 402. [S.l.: s.n.] p. 20–31. doi:10.1016/S0039-6028(98)00014-4